# كوكيوليس
كوكيوليس (بالفرنسية: Coquelles)‏ هي بلدية تقع في إقليم باد كاليه من منطقة نور با دو كاليه في شمال فرنسا. تبلغ مساحة هذه المدينة 8.77 (كم²)، وترتفع عن سطح البحر 49 م، يبلغ عدد سكانها 2370 نسمة حسب إحصاء المعهد الوطني للإحصاء والدراسات الاقتصادية سنة 2009 م. وترأس البلدية خلال فترة (2001-2008).

## توأمة
لكوكيوليس اتفاقيات توأمة مع:
- ليرز